# Dawson Head
Das Dawson Head ist eine hoch aufragende Landspitze an der Black-Küste des Palmerlands auf der Antarktischen Halbinsel. Sie liegt am Nordwestufer des Lehrke Inlet.
Der United States Geological Survey kartierte sie im Jahr 1974. Das Advisory Committee on Antarctic Names benannte sie 1976 nach Opie Lloyd Dawson (1919–2011) von der United States Coast Guard, Kommandant des Eisbrechers USCG Glacier bei der 1968 durchgeführten Kampagne im Rahmen der International Weddell Sea Oceanographic Expeditions.